# Jon Gregory
Jon Gregory (21 de maio de 1944 - 09 de setembro de 2021) foi um montador cinematográfico britânico. Conhecido por seu trabalho em Deeply (2000), The Proposition (2005) e In Bruges (2008), foi indicado ao Oscar de melhor edição em 2018 pela montagem da obra Three Billboards Outside Ebbing, Missouri.
Gregory foi pré-indicado ao BAFTA Award por melhor edição em Four Weddings and a Funeral (1994).
O filme The Banshees of Inisherin (2022) é dedicado à sua memória. 